# Премьер-министр
Премье́р-мини́стр или также Пе́рвый мини́стр (от фр. le premier — первый) — глава исполнительной власти в государствах, где этот пост отделён от поста главы государства, а также в субъектах федеративных государств. В парламентских режимах де-факто является главенствующей государственной должностью.
В одних странах избирается в ходе всеобщего голосования; в других либо утверждается парламентом по представлению главы государства (Казахстан, Беларусь, Украина, Узбекистан), либо назначается главой государства (Великобритания, Россия, Франция).
В каждом государстве своё название главы исполнительной власти, например, в Латвии — президент министров, в Германии и Австрии — канцлер, в Болгарии — министр-председатель, в Израиле — глава правительства, в Италии, Польше и Перу — Председатель Совета Министров, в России — Председатель Правительства Российской Федерации (хотя в неформальном ключе её чаще называют на западный манер — премьер-министр или премьер).

## История
Должность премьер-министра появилась на рубеже XVI—XVII веков, в Западной Европе. В Прусском королевстве эта должность именовалась — министр-президент. Премьер-министр дословно переводится как первый министр. Во Франции с XVI—XVII веков имелась должность главного государственного министра и так далее.